# Bruno (ime)
Bruno je moško osebno ime.

## Izvor imena
Ime Bruno je po izvoru nemško. Razlagajo ga kot skrajšano obliko iz zloženih imen, ki imajo prvi čle Brun-, npr. Brunolf, Brunold. Sestavina brun je lahko nastala iz starovisokonemških besed brunja, brunna v pomenu besede »oklep« ali iz besede brun »rjav«.

## Različice imena
- moška različica imena: Brunoslav
- ženska različica imena: Bruna

## Pogostost imena
Po podatkih Statističnega urada Republike Slovenije je bilo na dan 31. decembra 2007 v Sloveniji število moških oseb z imenom Bruno: 878. Med vsemi moškimi imeni pa je ime Bruno po pogostosti uporabe uvrščeno na 177. mesto.

## Osebni praznik
V našem koledarju z izborom svetniških imen, udomačenih med Slovenci in njihovimi godovnimi dnevi po novem bogoslužnem koledarju je ime Bruno zapisano 3 krat.
- 14. februar, sv. Bruno Kverfurtski, mučenec († 14. feb. 1009)
- 17. maj, Bruno, nemški škof († 17. maja 1045)
- 6. oktober, Bruno, kartuzijski opat († 6. okt. 1101)

## Zanimivosti
- Bruno je bilo ime več svetnikov. Najbolj znan je sv. Bruno, duhovnik v Reimsu, ki je leta 1084 na področju Chartreuse v Franciji ustanovil red kartuzijancev.
- Znana oseba s priimkom Bruno je Giordano Bruno, ki ga je inkvizicija obsodila na smrt in sežgala na grmadi na trgu Campo de' Fiori v Rimu.